# 木果楝属
木果楝属（学名：Xylocarpus）是楝科下的一个属，为乔木植物。该属共有3种，分布于非洲和亚洲的热带海岸及大洋洲北部。